# Nemrut (jezero)
Nemrut (turski: Nemrut Gölü) je kratersko jezero smješteno u istoimenom vulkanu u istočnoj Turskoj nedaleko od jezera Vana. Jezero je na visini od 2247 metara i duboko je 176 metara.